# Катя Лель
Ка́тя Лель (справжнє ім'я Катерина Миколаївна Чуприніна;* 20 вересня 1974, Нальчик, Кабардино-Балкарська АРСР, Російська РФСР) — російська поп-співачка.

## Громадянська позиція
Прибічник путінського режиму. Фігурант бази даних центру «Миротворець» як особа, що становить загрозу національній безпеці України і міжнародному правопорядку.

## Нагороди
- Посвідчення Народного артиста Чеченської Республіки
- Почесний знак Народного артиста Чеченської Республіки
- Орден «Слава Нации» 2008
- Премія «Стиль года 2007»

## Дискографія
- «Елисейские поля» (Extraphone, 1998 рік)
- «Талисман» (C&P RONEeS , 1999 рік)
- «САМА» (CD Land, 2000 рік)
- «Между нами» (Граммофон рекордс, 2002 рік)
- «Джага джага» (Студия "Монолит", Продюссерский центр Макса Фадеева, 2004 рік)
- «Кручу-Верчу» (ЗАО " Си Ди Лэнд+", 2005 рік)
- «Я Твоя» (Монолит-рекордс, 2008 рік)
- «Солнце любви» (2013 рік)